# 1894
Il 1894 (MDCCCXCIV in numeri romani) è un anno  del XIX secolo.

## Eventi
- Il medico svizzero Alexandre John-Émile Yersin, durante l'epidemia di peste di Hong Kong, isola il bacillo che per millenni ha seminato la morte nel mondo.
- Viene scoperto l'Argon
- Federico de Roberto pubblica I Viceré
- 1º gennaio: nasce la Banca d'Italia
- 30 maggio – Viareggio: la forlivese Clelia Merloni fonda la Congregazione delle Apostole del Sacro Cuore di Gesù.
- 2 giugno – USA: Fa la sua prima apparizione The Yellow Kid, considerato il primo fumetto della storia.
- 23 giugno – Parigi, Francia: il Comitato Olimpico Internazionale viene costituito alla Sorbona su iniziativa del Barone Pierre de Coubertin.
- 22 luglio: si svolge quella che è considerata la prima vera competizione automobilistica della storia, la Parigi-Rouen.
- 1º agosto: scoppia la prima guerra sino-giapponese (a causa degli opposti interventi in Corea)
- 11 settembre: San Marino adotta il proprio inno nazionale
- 15 ottobre – Francia: Alfred Dreyfus viene arrestato dal colonnello Armand du Paty de Clam.
- novembre: fondazione del Touring Club Italiano.
- 16 novembre: la Calabria meridionale viene scossa da un violento terremoto, con epicentro a Palmi; contestualmente, il popolo acclama la Madonna come sua salvatrice[1].
- 19 dicembre – Francia: al via il processo ai danni di Alfred Dreyfus, con la successiva condanna e degradazione.
- Viene sciolto il movimento di massa dei fasci siciliani ed arrestati i suoi capi.
- A Pracchia viene fondato uno stabilimento per la commercializzazione dell'acqua della sorgente Orticaia
- Regina di Luanto pubblica la sua opera più nota, Un martirio
- Viene inventato a Pisticci in Basilicata l'Amaro Lucano

## Nati
Ci sono circa 1 380 voci su persone nate nel 1894; vedi la pagina Nati nel 1894 per un elenco descrittivo o la categoria Nati nel 1894 per un indice alfabetico.

## Morti
Ci sono circa 370 voci su persone morte nel 1894; vedi la pagina Morti nel 1894 per un elenco descrittivo o la categoria Morti nel 1894 per un indice alfabetico.

## Calendario
| Calendario 1894 | Calendario 1894 | Calendario 1894 | Calendario 1894 | Calendario 1894 | Calendario 1894 | Calendario 1894 | Calendario 1894 | Calendario 1894 | Calendario 1894 | Calendario 1894 | Calendario 1894 | Calendario 1894 | Calendario 1894 | Calendario 1894 | Calendario 1894 | Calendario 1894 | Calendario 1894 | Calendario 1894 | Calendario 1894 | Calendario 1894 | Calendario 1894 | Calendario 1894 | Calendario 1894 | Calendario 1894 | Calendario 1894 | Calendario 1894 | Calendario 1894 | Calendario 1894 | Calendario 1894 | Calendario 1894 | Calendario 1894 | Calendario 1894 |
| --------------- | --------------- | --------------- | --------------- | --------------- | --------------- | --------------- | --------------- | --------------- | --------------- | --------------- | --------------- | --------------- | --------------- | --------------- | --------------- | --------------- | --------------- | --------------- | --------------- | --------------- | --------------- | --------------- | --------------- | --------------- | --------------- | --------------- | --------------- | --------------- | --------------- | --------------- | --------------- | --------------- |
|                 | 1               | 2               | 3               | 4               | 5               | 6               | 7               | 8               | 9               | 10              | 11              | 12              | 13              | 14              | 15              | 16              | 17              | 18              | 19              | 20              | 21              | 22              | 23              | 24              | 25              | 26              | 27              | 28              | 29              | 30              | 31              |                 |
| Gennaio         | Lu              | Ma              | Me              | Gi              | Ve              | Sa              | Do              | Lu              | Ma              | Me              | Gi              | Ve              | Sa              | Do              | Lu              | Ma              | Me              | Gi              | Ve              | Sa              | Do              | Lu              | Ma              | Me              | Gi              | Ve              | Sa              | Do              | Lu              | Ma              | Me              |                 |
| Febbraio        | Gi              | Ve              | Sa              | Do              | Lu              | Ma              | Me              | Gi              | Ve              | Sa              | Do              | Lu              | Ma              | Me              | Gi              | Ve              | Sa              | Do              | Lu              | Ma              | Me              | Gi              | Ve              | Sa              | Do              | Lu              | Ma              | Me              |                 |                 |                 |                 |
| Marzo           | Gi              | Ve              | Sa              | Do              | Lu              | Ma              | Me              | Gi              | Ve              | Sa              | Do              | Lu              | Ma              | Me              | Gi              | Ve              | Sa              | Do              | Lu              | Ma              | Me              | Gi              | Ve              | Sa              | Do              | Lu              | Ma              | Me              | Gi              | Ve              | Sa              |                 |
| Aprile          | Do              | Lu              | Ma              | Me              | Gi              | Ve              | Sa              | Do              | Lu              | Ma              | Me              | Gi              | Ve              | Sa              | Do              | Lu              | Ma              | Me              | Gi              | Ve              | Sa              | Do              | Lu              | Ma              | Me              | Gi              | Ve              | Sa              | Do              | Lu              |                 |                 |
| Maggio          | Ma              | Me              | Gi              | Ve              | Sa              | Do              | Lu              | Ma              | Me              | Gi              | Ve              | Sa              | Do              | Lu              | Ma              | Me              | Gi              | Ve              | Sa              | Do              | Lu              | Ma              | Me              | Gi              | Ve              | Sa              | Do              | Lu              | Ma              | Me              | Gi              |                 |
| Giugno          | Ve              | Sa              | Do              | Lu              | Ma              | Me              | Gi              | Ve              | Sa              | Do              | Lu              | Ma              | Me              | Gi              | Ve              | Sa              | Do              | Lu              | Ma              | Me              | Gi              | Ve              | Sa              | Do              | Lu              | Ma              | Me              | Gi              | Ve              | Sa              |                 |                 |
| Luglio          | Do              | Lu              | Ma              | Me              | Gi              | Ve              | Sa              | Do              | Lu              | Ma              | Me              | Gi              | Ve              | Sa              | Do              | Lu              | Ma              | Me              | Gi              | Ve              | Sa              | Do              | Lu              | Ma              | Me              | Gi              | Ve              | Sa              | Do              | Lu              | Ma              |                 |
| Agosto          | Me              | Gi              | Ve              | Sa              | Do              | Lu              | Ma              | Me              | Gi              | Ve              | Sa              | Do              | Lu              | Ma              | Me              | Gi              | Ve              | Sa              | Do              | Lu              | Ma              | Me              | Gi              | Ve              | Sa              | Do              | Lu              | Ma              | Me              | Gi              | Ve              |                 |
| Settembre       | Sa              | Do              | Lu              | Ma              | Me              | Gi              | Ve              | Sa              | Do              | Lu              | Ma              | Me              | Gi              | Ve              | Sa              | Do              | Lu              | Ma              | Me              | Gi              | Ve              | Sa              | Do              | Lu              | Ma              | Me              | Gi              | Ve              | Sa              | Do              |                 |                 |
| Ottobre         | Lu              | Ma              | Me              | Gi              | Ve              | Sa              | Do              | Lu              | Ma              | Me              | Gi              | Ve              | Sa              | Do              | Lu              | Ma              | Me              | Gi              | Ve              | Sa              | Do              | Lu              | Ma              | Me              | Gi              | Ve              | Sa              | Do              | Lu              | Ma              | Me              |                 |
| Novembre        | Gi              | Ve              | Sa              | Do              | Lu              | Ma              | Me              | Gi              | Ve              | Sa              | Do              | Lu              | Ma              | Me              | Gi              | Ve              | Sa              | Do              | Lu              | Ma              | Me              | Gi              | Ve              | Sa              | Do              | Lu              | Ma              | Me              | Gi              | Ve              |                 |                 |
| Dicembre        | Sa              | Do              | Lu              | Ma              | Me              | Gi              | Ve              | Sa              | Do              | Lu              | Ma              | Me              | Gi              | Ve              | Sa              | Do              | Lu              | Ma              | Me              | Gi              | Ve              | Sa              | Do              | Lu              | Ma              | Me              | Gi              | Ve              | Sa              | Do              | Lu              |                 |